# Romanhac
Romanhac (Roumagnac en norma mistralenca), erronèament Romanhat (Roumagnat en norma mistralenca) (noms occitans; Romagnat en francès) és un municipi francès situat al departament del Puèi Domat i a la regió d'Alvèrnia-Roine-Alps. L'any 2007 tenia 8.234 habitants.

## Demografia

### Població
El 2007 la població de fet de Romagnat era de 8.234 persones. Hi havia 3.433 famílies de les quals 920 eren unipersonals (350 homes vivint sols i 570 dones vivint soles), 1.198 parelles sense fills, 1.051 parelles amb fills i 264 famílies monoparentals amb fills.
La població ha evolucionat segons el següent gràfic:
Habitants censats

### Habitatges
El 2007 hi havia 3.674 habitatges, 3.465 eren l'habitatge principal de la família, 40 eren segones residències i 168 estaven desocupats. 2.732 eren cases i 926 eren apartaments. Dels 3.465 habitatges principals, 2.408 estaven ocupats pels seus propietaris, 978 estaven llogats i ocupats pels llogaters i 79 estaven cedits a títol gratuït; 53 tenien una cambra, 196 en tenien dues, 556 en tenien tres, 1.056 en tenien quatre i 1.604 en tenien cinc o més. 2.864 habitatges disposaven pel capbaix d'una plaça de pàrquing. A 1.524 habitatges hi havia un automòbil i a 1.648 n'hi havia dos o més.

### Piràmide de població
La piràmide de població per edats i sexe el 2009 era:
| Homes | Edats   | Dones |
| ----- | ------- | ----- |
| 0     | 95 o +  | 0     |
| 4     | 90 a 94 | 12    |
| 16    | 85 a 89 | 40    |
| 20    | 80 a 84 | 80    |
| 92    | 75 a 79 | 116   |
| 168   | 70 a 74 | 164   |
| 216   | 65 a 69 | 228   |
| 252   | 60 a 64 | 292   |
| 276   | 55 a 59 | 268   |
| 308   | 50 a 54 | 296   |
| 344   | 45 a 49 | 332   |
| 304   | 40 a 44 | 364   |
| 248   | 35 a 39 | 280   |
| 240   | 30 a 34 | 276   |
| 256   | 25 a 29 | 224   |
| 276   | 20 a 24 | 240   |
| 328   | 15 a 19 | 284   |
| 288   | 10 a 14 | 284   |
| 228   | 5 a 9   | 204   |
| 152   | 0 a 4   | 192   |

## Economia
El 2007 la població en edat de treballar era de 5.451 persones, 3.895 eren actives i 1.556 eren inactives. De les 3.895 persones actives 3.609 estaven ocupades (1.847 homes i 1.762 dones) i 285 estaven aturades (125 homes i 160 dones). De les 1.556 persones inactives 536 estaven jubilades, 613 estaven estudiant i 407 estaven classificades com a «altres inactius».

### Ingressos
El 2009 a Romagnat hi havia 3.448 unitats fiscals que integraven 8.059 persones, la mediana anual d'ingressos fiscals per persona era de 21.719 €.

### Activitats econòmiques
Dels 288 establiments que hi havia el 2007, 6 eren d'empreses extractives, 6 d'empreses alimentàries, 2 d'empreses de fabricació de material elèctric, 16 d'empreses de fabricació d'altres productes industrials, 55 d'empreses de construcció, 58 d'empreses de comerç i reparació d'automòbils, 10 d'empreses de transport, 9 d'empreses d'hostatgeria i restauració, 3 d'empreses d'informació i comunicació, 13 d'empreses financeres, 14 d'empreses immobiliàries, 41 d'empreses de serveis, 44 d'entitats de l'administració pública i 11 d'empreses classificades com a «altres activitats de serveis».
Dels 82 establiments de servei als particulars que hi havia el 2009, 1 era una gendarmeria, 1 oficina de correu, 3 oficines bancàries, 6 tallers de reparació d'automòbils i de material agrícola, 1 taller d'inspecció tècnica de vehicles, 2 autoescoles, 6 paletes, 16 guixaires pintors, 7 fusteries, 14 lampisteries, 5 electricistes, 7 perruqueries, 1 veterinari, 6 restaurants, 4 agències immobiliàries i 2 salons de bellesa.
Dels 18 establiments comercials que hi havia el 2009, 1 era un supermercat, 1 una botiga de més de 120 m², 1 una botiga de menys de 120 m², 5 fleques, 3 carnisseries, 2 llibreries, 1 una botiga de roba, 1 una botiga de material esportiu, 1 un drogueria, 1 una perfumeria i 1 una floristeria.
L'any 2000 a Romagnat hi havia 24 explotacions agrícoles que ocupaven un total de 588 hectàrees.

## Equipaments sanitaris i escolars
El 2009 hi havia 2 hospitals de tractaments de mitja durada (seguiment i rehabilitació), 3 farmàcies i 2 ambulàncies.
El 2009 hi havia 2 escoles maternals i 3 escoles elementals. Romagnat disposava d'un liceu tecnològic amb 371 alumnes.

## Poblacions més properes
El següent diagrama mostra les poblacions més properes.